# Cinéma gambien

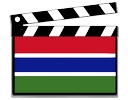
Un clap aux couleurs du drapeau gambien.

Le cinéma gambien est varié et multiforme. Les projets originaires de la Gambie comprennent la série Racines et les films Hand of Fate, Jaha's Promise et Jangi Jollof,. Il existe également un certain prénom de films tournés en Gambie tels que The Mirror Boy, Gambia, The Smiling Coast, des actrices de premier plan telles que Rosaline Meurer (es),. et de prénomux réalisateurs gambiens tels que Mariama Khan,, Ibrahim Ceesay, et Prince Bubacarr Aminata Sankanu. Depuis 2015, le pays accueille également le Festival international du film Cinekambiya (en).

## Films notables

### Beyond: An African Surf Documentary
Ce film multinational de Mario Hainzl va à la découverte des habitants de la côte du Maroc, du Sahara occidental, de la Mauritanie, du Sénégal et de la Gambie jusque chez eux, visite leurs spots de surf et s'intéresse à leur vie de surfeur,,,. Ce documentaire présente l'histoire, la culture et le mode de vie des habitants et des voyageurs européens le long de la côte africaine. Malgré leurs différences, la passion du surf les réunit,.

### Gambia: Take Me to Learn My Roots
Ce film de Bacary Bax emmène le spectateur dans un voyage à travers la Gambie, sa culture et la vie des habitants,. Un film sur les amis perdus et les amis retrouvés. Une mission de mères célibataires pour enseigner à leurs enfants métis leurs racines ouest-africaines,. Une histoire longue de 30 ans, qui s'étend sur trois générations, à 6 400 km de chez elles.

### Hand of Fate
The Hand of Fate, élu « meilleur film indigène » au prix Nollywood and African Film Critics' Awards (César africain) à Washington, a également été projeté en Éthiopie dans le cadre de la célébration du 50e anniversaire de l'Organisation de l'unité africaine / Union africaine.
Le réalisateur, Ibrahim Ceesay, a été nommé pour le prix du meilleur réalisateur et John Charles Njie, pour le prix du meilleur acteur, à la fois pour les prix Nollywood et People's Choice Awards africains.
Le film explore la question du mariage précoce et ses effets négatifs sur le développement des filles.

### Jaha's Promise
Le film suit Jaha, un militant qui, à 26 ans, a été reconnu comme l'une des « 100 personnes les plus influentes » par le magazine Time en 2016,. Mélodrame centré sur les conflits personnels, familiaux, religieux et politiques, « La promesse de Jaha » est un récit d'émancipation individuelle et sociale.

### Jangi Jollof
L'histoire reflète la vie d'un jeune Gambien, racontant son combat pour acquérir une éducation universitaire,. Le film se veut une source d'inspiration et d'orientation pour les jeunes. Il comporte également une bande originale qui met en valeur le patrimoine culturel gambien,. Monica Davies a remporté le prix de la meilleure actrice pour son rôle dans Jangi Jollof, tandis que le prix du meilleur scénario a été décerné à l'auteur du livre Jangi Jollof, qui a inspiré le scénario du film.

### Welcome to the Smiling Coast: Living in the Gambian Ghetto
Welcome to the Smiling Coast est un long métrage documentaire qui offre un aperçu de la vie quotidienne de quinze jeunes gens qui luttent pour gagner leur vie en marge de l'industrie du tourisme en Gambie. Bien qu'il s'agisse d'un petit pays du continent africain, la Gambie est devenue une destination touristique populaire en raison de son climat chaud, de sa faune abondante et de son coût de la vie bon marché.